# Белтремі (округ, Міннесота)
Шаблон:StateAbbr_ 48°01′ пн. ш. 94°55′ зх. д. / 48.02° пн. ш. 94.92° зх. д.
Округ  Белтремі (англ. Beltrami County) — округ (графство) у штаті  Міннесота, США. Ідентифікатор округу 27007.

## Історія
Округ утворений 1866 року.

## Демографія
За даними перепису 
2000 року 
загальне населення округу становило 39650 осіб, зокрема міського населення було 12321, а сільського — 27329.
Серед мешканців округу чоловіків було 19557, а жінок — 20093. В окрузі було 14337 домогосподарств, 9752 родин, які мешкали в 16989 будинках.
Середній розмір родини становив 3,13.
Віковий розподіл населення поданий у таблиці:
| Стать    | До 15 років | 15-21 | 22-29 | 30-39 | 40-49 | 50-65 | 65-85 | Понад 85 |
| -------- | ----------- | ----- | ----- | ----- | ----- | ----- | ----- | -------- |
| Чоловіки | 4803        | 2820  | 2138  | 2336  | 2773  | 2708  | 1765  | 214      |
| Жінки    | 4471        | 2843  | 2063  | 2508  | 2878  | 2687  | 2211  | 432      |

## Суміжні округи
- Лейк-оф-те-Вудс — північ
- Кучичинг — північний схід
- Ітаска — схід
- Кесс — південний схід
- Габбард — південь
- Клірвотер — південний захід
- Пеннінгтон — захід
- Маршалл — захід
- Росо — північний захід

## Виноски
1. ↑  US Decennial Census. US Census Bureau. Архів оригіналу за 26 квітня 2015. Процитовано 5 жовтня 2014.
2. ↑  Historical Census Browser. University of Virginia Library. Архів оригіналу за 11 серпня 2012. Процитовано 5 жовтня 2014.
3. ↑  Population of Counties by Decennial Census: 1900 to 1990. US Census Bureau. Архів оригіналу за 4 серпня 2014. Процитовано 5 жовтня 2014.
4. ↑  Census 2000 PHC-T-4. Ranking Tables for Counties: 1990 and 2000 (PDF). US Census Bureau. Архів оригіналу (PDF) за 18 грудня 2014. Процитовано 5 жовтня 2014.
5. ↑  State & County QuickFacts. Бюро перепису населення США. Архів оригіналу за 7 липня 2011. Процитовано 31 серпня 2013. [Архівовано 2011-06-07 у Wayback Machine.](англ.) Наведено за англійською вікіпедією.
6. ↑  American FactFinder. Бюро перепису населення США. Архів оригіналу за 26 лютого 2012. Процитовано 31 січня 2008. [Архівовано 2008-05-21 у Wayback Machine.]

| США | Це незавершена стаття з географії США. Ви можете допомогти проєкту, виправивши або дописавши її. |